# Mot alla odds (film, 1984)
Mot alla odds (engelska: Against All Odds) är en amerikansk romantisk neo-noir thrillerfilm från 1984 i regi av Taylor Hackford. Filmen är en nyinspelning av Skuggor ur det förflutna från 1947 med manus av Daniel Mainwaring. I huvudrollerna ses Rachel Ward, Jeff Bridges och James Woods, i övriga roller ses även bland andra Jane Greer (som spelade en av huvudrollerna i Skuggor ur det förflutna), Alex Karras, Richard Widmark och Dorian Harewood. Filmens soundtrack nominerades till en Grammy Award och dess ledmotiv, "Against All Odds (Take a Look at Me Now)" av Phil Collins, nominerades även till en Oscar för bästa sång. 

## Rollista i urval
- Jeff Bridges - Terry Brogan
- Rachel Ward - Jessie Wyler
- James Woods - Jake Wise
- Alex Karras - Hank Sully
- Jane Greer - Mrs. Grace Wyler
- Richard Widmark - Ben Caxton
- Dorian Harewood - Tommy
- Swoosie Kurtz - Edie
- Saul Rubinek - Steve Kirsch
- Pat Corley - Ed Phillips